# Collections (Raffaella Carrà)
Collections diciannovesima raccolta italiana di Raffaella Carrà, pubblicata nel 2009 dall'etichetta discografica Sony Music proprietaria della RCA.

## Descrizione
Compilation di grandi successi del repertorio dell'artista per la serie economica Collections, non contiene inediti, non è mai stata promossa dalla cantante e non è disponibile per il download o lo streaming digitale.
Fotografia in copertina di Luciano Tramontano.

## Tracce
1. Tuca tuca – 2:38 (testo: Gianni Boncompagni – musica: Franco Pisano)
2. Pensami (Who Are We) – 3:13 (testo: Climax,[2] Gianni Boncompagni – musica: James Last)
3. El Borriquito – 3:40 (Peret [3])
4. Reggae Rrrrr! – 2:35 (testo: Gianni Boncompagni – musica: Franco Pisano)
5. Chissà se va – 2:51 (testo: Castellano e Pipolo[4] – musica: Franco Pisano)
6. Ma che musica maestro – 3:16 (testo: Sergio Paolini, Stelio Silvestri – musica: Franco Pisano)
7. Accidenti a quella sera – 3:58 (Gianni Boncompagni)
8. Perdono, non lo faccio più – 1:56 (testo: Gianni Boncompagni – musica: Franco Pisano)
9. T'ammazzerei – 3:00 (testo: Antonio Amurri – musica: Gianni Boncompagni)
10. E salutala per me – 4:35 (testo: Gianni Boncompagni – musica: Franco Bracardi)
11. Pedro – 3:22 (testo: Gianni Boncompagni – musica: Gianni Boncompagni, Paolo Ormi, Franco Bracardi)
12. Tanti auguri – 3:50 (testo: Gianni Boncompagni, Daniele Pace – musica: Gianni Boncompagni, Paolo Ormi)